# Capela do Senhor do Calvário (Proença-a-Velha)
A Capela do Senhor do Calvário situa-se em Proença-a-Velha, no Município de Idanha-a-Nova, distrito de Castelo Branco, fazendo parte de um conjunto religioso designado por Passos da Via Sacra e Capela do Senhor do Calvário em Proença-a-Velha e sendo pertença da respetiva paróquia.

## Localização
Fica situada no extremo poente da freguesia, a cerca de 500 metros do centro de Proença-a-Velha, num pequena elevação fronteira ao “Cabeço do Castelo”.

## Datas de Construção e Identificação da Capela
Na ficha do SIPA – Sistema de Informação para o Património Arquitetónico conjectura-se que tenha sido construída no século XVII, mas aquilo que se sabe é que neste local existiu uma outra capela de invocação de Santa Ana, a qual existia ainda em 1758, pois vem referida nas "Memórias Paroquiais de 1758".
Aliás as características do local e os afloramentos rochosos que existiam no recinto da Capela, até meados do século XX, fazem supor que anteriormente à Capela de Santa Ana aí tenha existido um local de Culto pré-cristão. Um Barroco (nome por que aqui são conhecidos os penedos de granito) existente em frente da capela possuía no cimo uma perfuração na qual, nos dias festivos, era introduzido um enorme pau com uma bandeira. Este barroco foi destruído em meados do século XX aquando do calcetamento do recinto.
Do outro lado um outro barroco foi meio destruído e é hoje o local onde está um pedestal com uma imagem de Nossa Senhora de Fátima, no espaço denominado Miradouro D. Félix Nisa Ribeiro, por ter sido este Bispo, natural de Proença-a-Velha, quem ofereceu a respectiva imagem.
Através das Memórias Paroquiais de 1758 é possível a identificação e, podemos pois, afirmar com precisão que a Capela, tal qual a conhecemos, será posterior a essa data.
Nas "Memórias Paroquiais" de Proença-a-Velha é referido que:
Tem esta terra (Proença-a-Velha) nove ermidas, uma com o título de Nossa Senhora da Granja, em distância de meia légua, Sam Domingos, Santa Ana, Santo António, Sam Sebastião, Santo André, O Divino Espírito Santo, todas estas estão fora da vila, umas mais perto outras mais distantes, Sam Pedro está dentro, e Santa Cruz, e todas são do povo excepto Santa Cruz que é particular, mas todas sujeitas à freguesia".
Noutra parte diz-se ainda: 
… descobrem-se dela (de Proença-a-Velha) seis povoações (entre elas) o lugar de Alcafozes que dista duas léguas”.

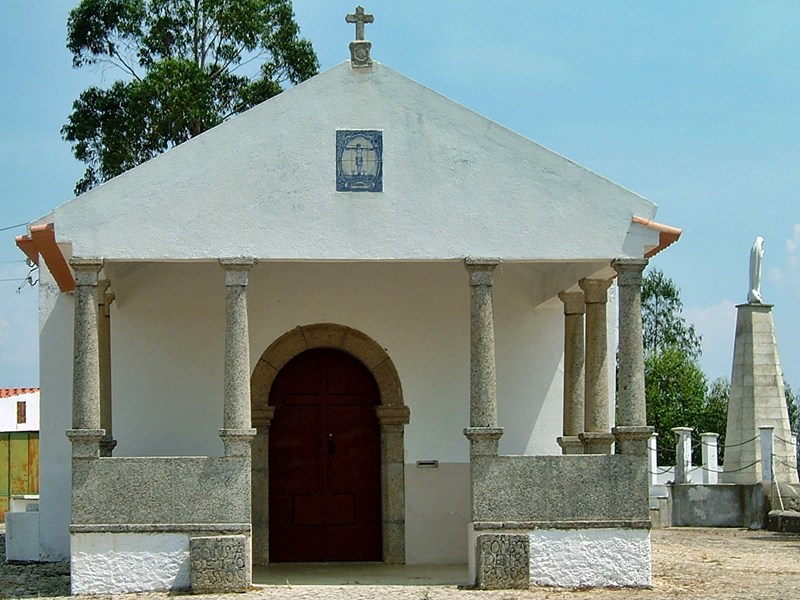
Fachada Principal e Alpendre da Capela do Senhor do Calvário. Ao fundo à direita vê-se o Monumento a Nossa Senhora de Fátima

Em 2010, das ermidas referenciadas, existem apenas a de Nossa Senhora da Granja e a de Santo António, ainda afectas ao culto e a de Santa Cruz (ou do Divino Padre Eterno), esta transformada em casa de habitação desde meados do século XX. Também por essa mesma altura existia ainda, embora em estado de degradação, a Capela do Espírito Santo, situada no local onde hoje está o Cruzeiro, restando agora apenas o Passo das Ladainhas que está incorporado na parede do Centro de Dia, na Rua que mantém o nome de Espírito Santo; estava também em ruínas a Capela de São Sebastião na entrada NO da povoação, junto à estrada que vem de Idanha-a-Nova, no local onde hoje existe o Chafariz de São Sebastião.
Da Capela de São Pedro sabe-se que se situava dentro da povoação, precisamente a meio da Rua do Castelo, no local ainda hoje conhecido como Terreiro de São Pedro.
As capelas de São Domingos e de Santo André encontravam-se mais afastadas da povoação nos locais hoje conhecidos como Tapada de Santo André e Tapada de São Domingos, respectivamente.
Fica-nos portanto a faltar apenas a identificação do local da Capela de Santa Ana.
Acontece que nas Memórias Paroquiais de Alcafozes, uma das tais povoações que se diz avistar-se de Proença, refere-se que:
“… dela (Alcafozes) se descobre … e se avista o sítio onde está situada a vila de Proença-a-Velha que dista duas léguas, e se avista a ermida de Santa Ana que fica ao calvário da dita vila…”.
No largo fronteiro à Capela está de facto um Calvário, constituído por três cruzes de granito, que constituem o último Passo das Ladainhas (o Monte Calvário) que ainda hoje se realizam nos 5 primeiros Domingos da Quaresma, ao início da noite.
Não restam pois quaisquer dúvidas sobre a localização da Capela de Santa Ana que, eventualmente sofrendo de um estado de degradação semelhante às outras que acabamos de referenciar, acabou por ser recuperada mas passando a então a ser dedicada ao Senhor do Calvário, quem sabe se por alguma influência da freguesia vizinha de Medelim, onde existe também uma capela e um culto semelhante com esta mesma invocação.

## Dimensões
A Capela é composta por um corpo rectangular e um alpendre à frente, possuindo no seu conjunto, e no exterior, cerca de 12 metros de comprimento e 6,5 de largura, sendo que o alpendre tem aproximadamente 5,5 metros de comprimento e 5,3m de largo e o corpo da capela 6,5m de comprimento e 6,5 de largo

## Características Especiais

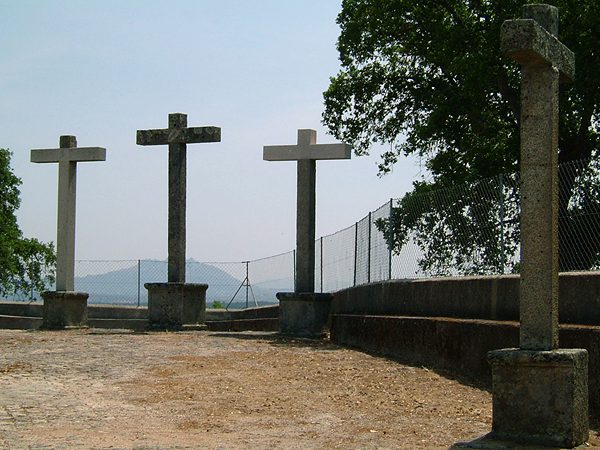
As 3 Cruzes do Calvário e uma outra correspondente a um Passo da Via Sacra

No interior da capela apenas merece referência o Altar e a imagem de Cristo Crucificado. O altar é iluminado por uma pequena fresta na fachada lateral direita, a que está virada para a povoação. O alpendre á fechado por um muro de cantarias de granito de cerca de 1,20 metros de altura, sobre o qual assentam oito colunas toscanas que suportam a cobertura de duas águas.
Na área adjacente merecem menção as 3 Cruzes em granito do já mencionado Calvário, bem como uma outra cruz semelhante, um pouco ao lado destas e que fazia parte dos Passos da Via Sacra, bem como dois plintos, também correspondentes a Passos da Via Sacra e colocados de cada um dos lados da entrada do alpendre. Um pouco à direita da fachada posterior encontra-se o já referido monumento de Nossa Senhora de Fátima, construído no último quartel do século XX.
No recinto existem ainda construções e estruturas que funcionam como apoio às Comissões de Festas que se realizam actualmente no penúltimo fim-de-semana de Agosto, sendo que até ao último quartel do século passado se realizavam no 2º Domingo de Setembro e na Segunda-feira seguinte, na data, portanto, da Festa religiosa da Exaltação da Santa Cruz a que correspondem.
Um dos caminhos que dá acesso à Capela, precisamente aquele que é utilizado nas Ladainhas e procissões, corresponde a um caminho romano que, vindo de Alcântara e de Idanha-a-Velha, seguiria eventualmente para o Fundão. Dele permaneciam vestígios na zona entre as Capelas de Santo António e a do Senhor do Calvário até ao seu calcetamento no final da década de 60 do século XX; permanecem ainda alguns troços da calçada romana na continuação do caminho, para lá da denominada Quelha do Medo.
A Festa do Senhor do Calvário, de que atrás se falou, é actualmente a mais importante festividade religiosa e civil de Proença-a-Velha, na qual regressam à terra um grande número de proencenses que vive espalhado pelo mundo.

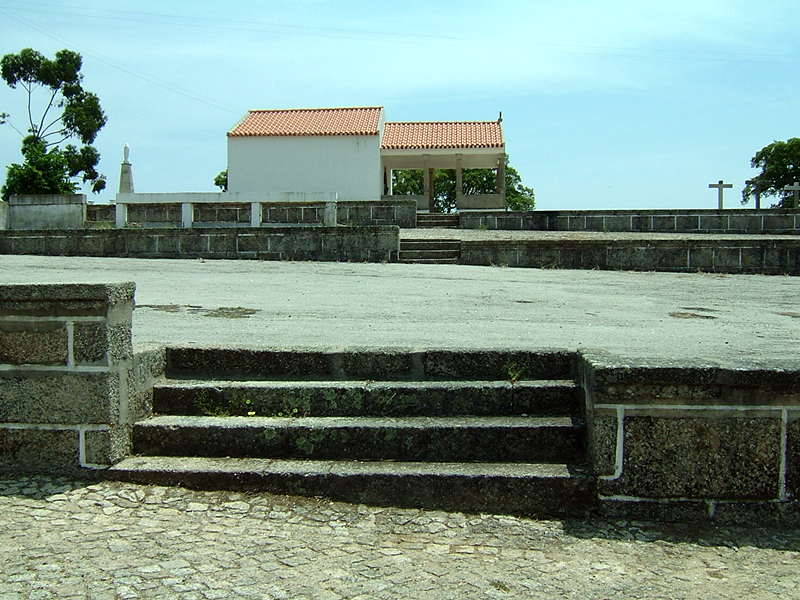
Os 3 patamares do recinto, com a Senhora de Fátima, a Capela e o Calvário no piso mais elevado

## A Festa do Senhor do Calvário em Proença-a-Velha

### Data da Festa
Até à década de 70 do séc. XX a Festa realizava-se no segundo fim de semana de Setembro, fazendo-se coincidir com a festividade do calendário católico romano da Exaltação da Santa Cruz, que se comemora a 14 de Setembro.
Com o despovoamento que se verificava, já então na região, e para que fosse possível a presença de todos os que no mês de Agosto regressavam a Proença para gozarem as suas férias, a Festa foi então mudada para o terceiro fim de semana de Agosto.

### Descrição sumária da Festa (Componente Religiosa)
No Domingo da Festa sai da Igreja Matriz, em direcção à Capela do Senhor do Calvário, uma procissão presidida pelo pároco de Proença-a-Velha e na qual participam alguns populares. Na frente vai a Cruz processional e duas lanternas e no final uma Banda Filarmónica. A procissão sai da Matriz e percorre toda a Rua da Igreja, Largo da Praça, Rua Conde de Proença-a-Velha, Rua de Santo António e Rua do Senhor do Calvário.
No Alpendre da Capela está já preparado o andor com a imagem do Senhor do Calvário, sendo que enquanto se aguardava pela chegada do pároco e da procissão vinda da Igreja os Mordomos procederam já ao leilão das mãozeiras do andor. Cada uma das quatro mãozeiras do andor é leiloada e entregue à pessoa que oferecer mais dinheiro, geralmente para pagamento de promessas ao Senhor do Calvário, por graças recebidas.
A Procissão, sempre ao som de música da Banda Filarmónica, sairá de imediato e percorrerá, em sentido inverso, o trajecto anterior, levando o Senhor do Calvário desde a sua capela até à Igreja Matriz, onde se realizará a Missa Festiva.
No final da Missa realiza-se uma procissão que percorre a Rua da Igreja, Largo da Praça, Rua dos Loureiros, Rua do Castelo, Rua Detrás do Castelo, com regresso à Igreja Matriz.
Na Segunda-feira as festividades religiosas terminam com uma Missa no final da qual a Imagem do Senhor do Calvário é levada de regresso, em procissão, desde a Igreja Matriz até à sua Capela.

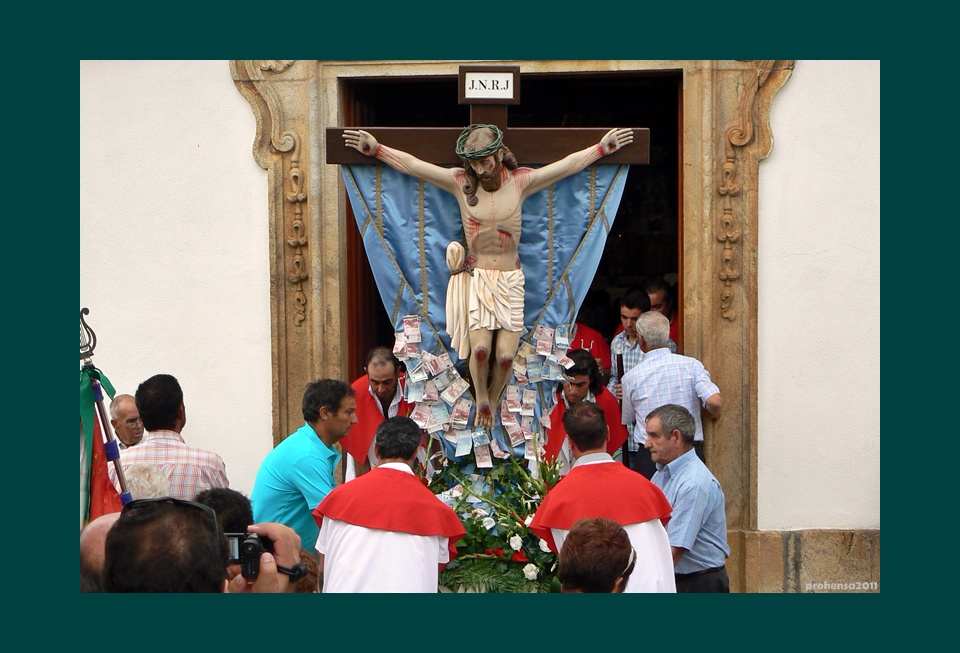
Andor do Senhor do calvário à porta da Igreja matriz

### Descrição sumária da Festa (Componente Civil)
O anúncio oficial da Festa é feito na Quinta-feira anterior com a colocação pelos mordomos, em frente à Capela, de um tronco com vários metros de altura no cimo do qual se coloca uma bandeira, seguindo-se depois o lançamento de alguns foguetes.
Antigamente o tronco era ensebado e lá no cimo, bem junto à bandeira, colocava-se um bacalhau e uma garrafa de vinho, disputando-se na Segunda-feira da festa um concurso para ver quem conseguia subir ao cimo e apropriar-se dessas "iguarias".
Actualmente a Festa civil realiza-se de Sexta-feira a Segunda-feira no recinto junto à Capela, com arraiais nocturnos, Bailes e actuações de Artistas e Bandas musicais.
No recinto há serviço de bar e restaurante, quermesse e leilão de oferendas.
Todas as noites há lançamento de foguetes e fogo de artifício.

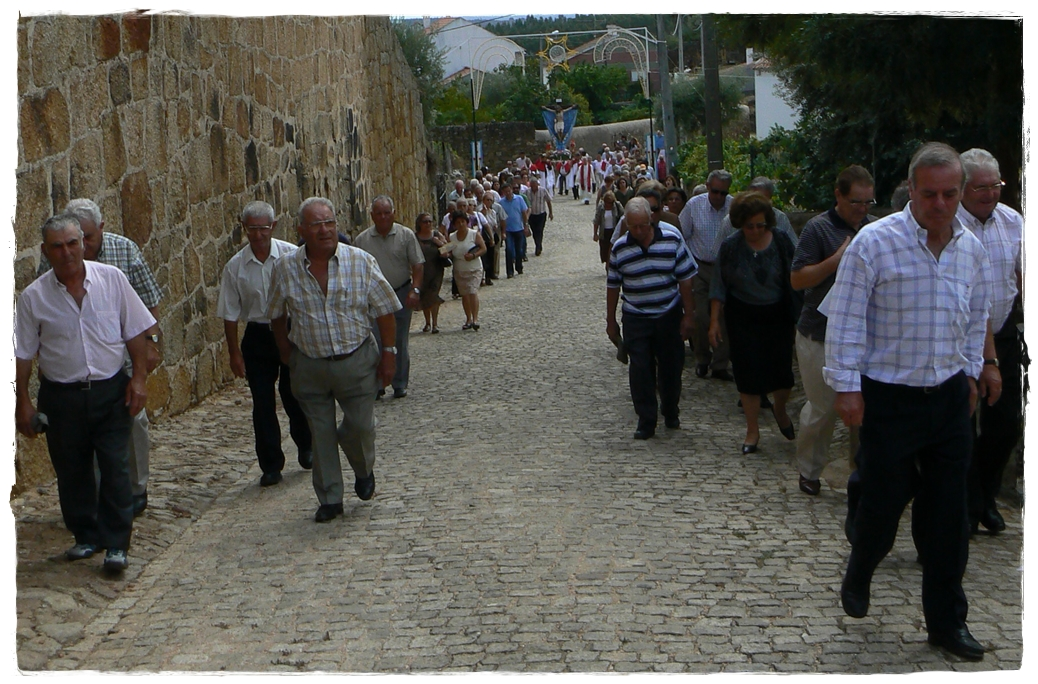
Procissão do Senhor do Calvário no regresso à Capela

No Domingo, por volta das oito horas da manhã, realiza-se a tradicional Alvorada, com uma grande descarga de fogo e, no final, o toque da Banda Filarmónica. A duração da Alvorada era um indicador da qualidade da Festa, a qual era tanto melhor quanto mais potente fosse o fogo e quanto mais tempo durasse a descarga que, nalguns anos, chegava a durar mais de uma hora e à qual assistia muita população, sobretudo homens e garotos que se deslocavam até ao recinto para assistirem ao lançamento dos foguetes e à actuação da banda.
No final a Banda Filarmónica desce do recinto da Capela até à povoação e percorre as ruas principais, com passagem obrigatória frente à casa dos mordomos.